# The Ultimate Fighter 3 Finale
The Ultimate Fighter 3 Finale（ジ・アルティメット・ファイター・スリー・フィナーレ、別名The Ultimate Fighter: Team Ortiz vs. Team Shamrock Finale）は、アメリカ合衆国の総合格闘技団体「UFC」の大会の一つ。本大会はリアリティ番組「The Ultimate Fighter」シーズン3のフィナーレとして、2006年6月24日、ネバダ州ラスベガスのザ・ジョイントで開催された。

## 大会概要
TUFシーズン3のトーナメント決勝戦が行われ、ライトヘビー級はマイケル・ビスピン、ミドル級はケンドール・グローブがそれぞれ優勝を果たした。メインイベントではケニー・フロリアンがサム・スタウトから一本勝ちを収めた。
ISKA MMA世界ミドル級王者エド・ハーマン、キャリア12戦全勝のウェズ・コームズ、10戦全勝のCWFCライトヘビー級王者マイケル・ビスピン、7戦無敗のカリブ・スターンズがUFCデビュー。

## 試合結果

### プレリミナリィカード
第1試合 ライトヘビー級 5分3R
○  マイク・ニッケルズ vs.  ウェズ・コームズ ×
1R 3:10 チョークスリーパー
第2試合 ライトヘビー級 5分3R
○  マット・ハミル vs.  ジェシー・フォーブス ×
1R 4:47 TKO（レフェリーストップ：パウンド）
第3試合 ミドル級 5分3R
○  ルイージ・フィオラヴァンティ vs.  ソロモン・ハッチャーソン ×
1R 4:15 KO（左フック）
第4試合 ミドル級 5分3R
○  カリブ・スターンズ vs.  ダニー・アバディ ×
1R 2:56 チョークスリーパー
第5試合 ミドル級 5分3R
○  ローリー・シンガー vs.  ロス・ポイントン ×
1R 0:44 三角絞め

### メインカード
第6試合 ライトヘビー級 5分3R
○  キース・ジャーディン vs.  ウィウソン・ゴヴェイア ×
3R終了 判定3-0（29-28、29-28、29-28）
第7試合 TUF 3ミドル級トーナメント 決勝戦 5分3R
○  ケンドール・グローブ vs.  エド・ハーマン ×
3R終了 判定3-0（29-28、29-28、29-28）
※グローブがトーナメント優勝。
第8試合 TUF 3ライトヘビー級トーナメント 決勝戦 5分3R
○  マイケル・ビスピン vs.  ジョシュ・ヘインズ ×
2R 4:14 TKO（レフェリーストップ：パウンド）
※ビスピンがトーナメント優勝。
第9試合 ライト級 5分3R
○  ケニー・フロリアン vs.  サム・スタウト ×
1R 1:46 チョークスリーパー

### 各賞
ファイト・オブ・ザ・ナイト： ケンドール・グローブ vs. エド・ハーマン
ノックアウト・オブ・ザ・ナイト： ルイージ・フィオラヴァンティ
サブミッション・オブ・ザ・ナイト： ケニー・フロリアン、ローリー・シンガー